# Ecaterina-Mariana Szőke
Ecaterina-Mariana Szőke (n.  ?) este un deputat român, ales în 2024 din partea SOS.
În ianuarie 2025, a demisionat din partid și a ales să activeze ca independent.
„Pe 2 iunie 2025, Szőke a părăsit SOS și s-a alăturat Partidului Social Democrat (PSD).